# Sophie Hedevig Raben
Sophie Hedevig Raben, gift grevinde Moltke (8. oktober 1732 i København – 8. juli 1802 på Glorup) var en dansk adelsdame, gift med Adam Gottlob Moltke.
Hun var datter af Christian Frederik Raben og Berte Scheel von Plessen. Raben var hofdame hos Dronning Juliane Marie fra 1753 til 1760 og blev dette år Dame de l'union parfaite.
9. september 1760 ægtede hun den magtfulde greve, overhofmarskal Adam Gottlob Moltke.
I 1793 oprettede hun Stamhuset Moltkenborg af sine godser Glorup, Rygård og Anhof til gavn for sin søn Gebhard Moltke.